# Mycale australis
Mycale australis är en svampdjursart som först beskrevs av Gray 1867.  Mycale australis ingår i släktet Mycale och familjen Mycalidae. Inga underarter finns listade i Catalogue of Life.